# Широкоугольная и планетарная камера 2
Широкоугольная и планетарная камера 2 (англ. Wide Field and Planetary Camera 2, WFPC2, WFPC-2, WF/PC2, WF/PC-2) — один из основных инструментов, эксплуатировавшийся на космическом телескопе «Хаббл» с 1993 по 2009 год. Камера была изготовлена «Лабораторией реактивного движения» (США). В 1993 году в ходе первой миссии обслуживания STS-61 камера была установлена вместо «Широкоугольной и планетарной камеры» (WFPC, WFPC-1, WFPC1, WF/PC1, WF/PC-1). За время эксплуатации на борту космического телескопа «Хаббл» с помощью «Широкоугольной и планетарной камеры 2» было сделано большое количество изображений объектов, ранее недоступных для исследователей. Среди таких изображений Hubble Deep Field (1995 год), туманность Песочные часы (1996 год), туманность Яйцо (1996 год), Hubble Deep Field South (1998 год) и другие. Самой известной фотографией, сделанной с помощью «Широкоугольной и планетарной камеры 2» является «Столпы творения» (1995 год). В 2009 году во время экспедиции обслуживания STS-125 «Широкоугольная и планетарная камера 2» была заменена на «Широкоугольную камеру 3». WFPC-2 была доставлена на Землю и в конце концов заняла место среди экспонатов Национального музея воздухоплавания и астронавтики Смитсоновского института в Вашингтоне, США.
За 15 лет эксплуатации с помощью «Широкоугольной и планетарной камеры 2» было сделано более 135 000 наблюдений. На основе данных, полученных WFPC-2 к концу эксплуатации камеры было написано более 3500 научных статей, а в следующем десятилетии ещё более 2000.
Стоимость разработки и изготовления камеры составила 101 млн долларов США.
|  | WFPC-2 создал большинство потрясающих изображений, которые были опубликованы в качестве изображений для широкой публики на протяжении многих лет. Его разрешение и превосходное качество являются одними из причин того, что WFPC-2 был наиболее часто используемым инструментом в первые 13 лет жизни Хаббла.Европейское космическое агентство |

## Научные цели камеры
Основной научной задачей WFPC-2 было предоставление фотометрически и геометрически точных изображений астрономических объектов в относительно широком поле зрения с высоким угловым разрешением в широком диапазоне длин волн. WFPC-2 соответствовал или превосходил фотометрические характеристики WFPC в большинстве задач. Номинально требование составляло 1 % фотометрической точности для всех фильтров, что требовало, чтобы относительный отклик во всех 800x800 пикселей на ПЗС был известен с точностью 1 % для изображений с плоским полем, полученных через каждый из 48 научных фильтров. Успех прибора зависел от стабильности всех элементов оптического тракта, особенно ПЗС-матриц, фильтров и калибровочного канала. Возможности WFPC-2 позволяли проникать глубже, чем наземные снимки и различать структуры меньшего масштаба с более высокой надёжностью и и более широким динамическим диапазоном.

## Техническое описание
Широкоугольная и планетарная камера 2 представляла собой призму размером 2,2×0,8×2,0 м и массой 281 кг, монтируемую в фокальной плоскости основного зеркала телескопа «Хаббл». Поле зрения камеры составляло 2,7′. Диапазон длин волн от 120 до 1000 нм.
Поле зрения WFPC-2 было разделено и распределено по четырём камерам с помощью фиксированного четырёхгранного пирамидального зеркала вблизи фокальной плоскости телескопа «Хаббл». Три из них — широкоугольные камеры с диафрагменным числом F/ 12,9, которые обозначаются WF2, WF3 и WF4. Четвёртая — планетарная камера с диафрагменным числом F/28.3 — PC1. Таким образом, в WFPC-2 использовалось четыре комплекта релейной оптики и ПЗС-датчиков. Это решение отличалось от WFPC, в которой использовалось восемь комплектов и два канала. Также разработчики отказались от механического механизма вращения пирамидального зеркала, а все четыре камеры монтировались в местах которые в WFPC были заняты широкопольными ретрансляторами камер.

### Разработка
Проект космического телескопа «Хаббл» изначально предполагал возможность ремонта и замены части оборудования. Среди заменяемых научных инструментов была Широкоугольная и планетарная камера (WFPC), которая разрабатывалась в JPL под руководством главного исследователя Калифорнийского Технологического Института профессора Дж. А. Вестфаля. Так как, по первоначальным планам телескоп должен был быть запущен в космос в 1983 году, то замена камеры планировалась во время первой миссии обслуживания.
В 1985 году научный сотрудник программы «Хабл» Джон Траугер предложил создать второй экземпляр Широкоугольной и планетарной камеры.
Это была мантра: Мы не можем допустить, чтобы «Хаббл» ослеп, поэтому давайте создадим точную копию WFPC.
WFPC-2 была разработана в Лаборатории реактивного движения группой под руководством англ. J.T. Trauger: англ. C.J. Burrows, англ. J. Clarke, англ. D. Crisp,
англ. J. Gallagher, англ. R.E. Griffiths, англ. J.J. Hester, англ. J. Hoessel, англ. J. Holtzman, англ. J. Mould, англ. J.A. Westphal.
Телескоп «Хаббл» спроектирован таким образом, что наблюдения могут производить сразу два прибора. Например, во время работы Спектрографа тусклых объектов одновременно наблюдения производила камера WFPC-2.
Важным улучшением по сравнению с WFPC1 была разработка нового молекулярного адсорбера, который защищал ПЗС-матрицы от загрязнений. Перед разработчиками Молекулярного адсорбера для WFPC-2 была поставлена задача добиться снижения потери эффективности ПЗС-матриц в полосе пропускания 1470 Å менее 1 % за 30 дней. Для сравнения у WFPC1 этот показатель составлял 50 % в течение 5 часов. Снижение эффективности ПЗС-матриц происходило за счёт накопления молекулярных загрязнений на поверхности охлаждённых ПЗС-матриц, образующихся из газов, выделяемых системами телескопа и внешней атмосферы. Система вентиляционных отверстий в корпусе не решала проблему, а усугубляло её: вокруг телескопа могло образоваться облако газов, которое приводило к загрязнению оптические приборов. Для решения задачи было выбрано два пути: применение матриц, работающих при более высоких температурах (от −50 до −100°С) и разработка нового молекулярного адсорбера, который снижал загрязнение в 10 раз.

## История

### Модернизация камеры
20 мая 1990 года с борта «Хаббла» поступили первые фотографии, которые продемонстрировали вскрывшийся дефект главного зеркала телескопа — сферическая аберрация, возникшая из-за ошибки измерений во время полировки зеркала. Аден Минель высказал предположение, что проблему сферической аберрации можно решить, переработав оптику ещё не достроенной камеры WFPC-2. Норм Пейдж, инженер-оптик Лаборатории реактивного движения, и Джон Траугер провели испытания на оптической модели WFPC-2 и пришли к выводу, что идею Адена Минеля можно воплотить в жизнь, заменив четыре маленьких зеркала, внутри новой камеры. 27 июня 1990 года представители НАСА провели пресс-конференцию, на которой показали фотографии и рассказали о вскрывшемся дефекте. Эдвард Вейлер (англ. Ed Weiler) — научный руководитель программы «Хаббл», вспоминал, что во время пресс-конференции Джон Траугер «загнал меня в угол в коридоре и сказал „Эд, я думаю, у нас есть способ исправить это с помощью широкоугольной и планетарной камеры 2“». Выслушав аргументы Джона Траугера, Эд Вейлер сделал заявление о том, что у НАСА есть план по решению возникшей проблемы. В течение двух лет в камеру вносились необходимые изменения, которые должны были компенсировать недостатки главного зеркала. В качестве решения возникших проблем было принято решение изменить форму вторичных зеркал в малых телескопах WFPC-2.
Команде, работающей над WPFC-2 (более 100 человек учёных и инженеров под руководством Дэйва Роджерса и Ларри Симмонса), пришлось работать в очень напряжённом режиме, что бы успеть внести изменения и провести все необходимые испытания и проверки к планируемой дате запуска первой сервисной экспедиции SM-1 в 1993 года. Однажды, во время посещения чистой комнаты, где проводились работы с WPFC-2, администратор НАСА Даниэль Голдин спросил сотрудников, чем они занимаются? Ларри Симмонс ответил: «Мы здесь, чтобы починить телескоп „Хаббл“». На что Голдин заявил: «Нет, вы здесь, чтобы спасти агентство».
Среди возникших задач, одной из сложнейших была невозможность практически испытать допущения сделанные при расчётах: «Хаббл» был на орбите и не было возможности проверить камеру до монтажа на орбите. Джон Траугер так сформулировал проблему: «Вы не можете просто искать резкий фокус, вы должны искать то, что, по вашему мнению, существует на борту „Хаббла“».

### Подготовка к полёту SM-1
Для проведения первой миссии обслуживания «Хаббла» был запланирован полёт шаттла «Индевор» STS-61. Программа полёта и весь комплекс запланированных работ требовал от астронавтов значительной подготовки. К примеру, для отработки действий в открытом космосе астронавтами было использовано 400 часов на тренировку в гидробассейне в Центре космических полётов имени Джорджа Маршалла. Кроме этого отдельно проводились тренировки в термобарокамере и с использованием виртуальной реальности. Стори Масгрейв отмечал:
За мои 26 лет в НАСА я никогда ещё не видел столь детального, энергичного подхода, попыток вскрыть все неожиданности, предусмотреть все возможности, все опасности, которые могут случится в ходе полёта.Масгрейв, Стори
Журналисты отмечали, что никто из разработчиков и участников готовящейся миссии обслуживания не верил, что в ходе полёта будут выполнены все семь основных и пять второстепенных задач. Считалось, что полёт будет успешным если удастся хотя бы заменить солнечные батареи, Широкоугольную и планетарную камеру 2 и установить блок корректирующей оптики. Предполагалось, что через полгода-год будет произведён второй полёт, который позволит выполнить всё, что не удалось сделать в ходе миссии STS-61.
1 июня 1993 года JPL отправила готовую камеру WFPC-2 из Калифорнии в Мэриленд, в Центр космических полётов имени Годдарда, куда прибор прибыл 4 июня. 6 августа, в числе прочего оборудования, WPFC-2 на барже для перевозки центрального бака был отправлен из Мэриленда на мыс Канаверал. После прибытия 11 августа начались комплексные испытания оборудования.
9 декабря 1993 года шаттл «Индевор» стартовал с мыса Канаверал. Самая сложная и самая дорогая на момент старта миссия по программе «Спейс шаттл» началась.

### Установка камеры в ходе STS-61
Установка камеры на борт «Хаббла» была произведена в ходе экспедиции обслуживания STS-61. Во время 6-х суток полёта шаттла «Индевор» (в ночь с 6 на 7 декабря 1993 года) Стори Масгрейв (специалист полёта № 4, командир полезной нагрузки) и Джеффри Алан Хоффман (специалист полёта № 3) совершили выход в открытый космос для замены Широкоугольной и планетарной камеры № 1 и двух магнитометров. Это был третий выход в рамках миссии и второй для данной пары астронавтов в рамках STS-61. По графику выхода в космос для замены камеры было запланировано 4 часа 15 минут. Ещё час отводился на замену магнитометров.
В 22:33 EST была разгерметизирована шлюзовая камера и астронавты вышли в шлюзовой отсек. Джеффри Хоффман закрепился на якоре манипулятора «Канадарм», а Стори Масгрейв воспользовался переносным якорем, установленным в нижней части телескопа. Извлечение камеры WFPC из корпуса «Хаббла» производилось на ночной стороне 73-го витка. Эта предосторожность была вызвана опасностью повредить научное оборудование телескопа солнечным светом. В результате единственными источниками света оставались фонарики на скафандрах и лампа, освещавшая рабочую зону через иллюминатор «Индевора». Демонтаж камеры WFPC прошёл легко: Хоффман взялся за ручки на корпусе, оператор манипулятора «Канадарм» швейцарский астронавт Клод Николье (специалист полёта № 2) плавно отвёл манипулятор и старая камера вышла из корпуса. Стори Масгрейв контролировал процесс извлечения и удерживал двухметровый прибор от колебаний. Снятая камера была закреплена на временной опоре в грузовом отсеке шаттла.
В 00:24 EST (наступило 7 декабря) WFPC-2 была извлечена из транспортного контейнера. Джеффри Хоффман прокомментировал операцию:
О, посмотрите на этого бэби. Это великолепный, потрясающий новый вифпик! С ним мы увидим отличные картинки.Джеффри Алан Хоффман
В 01:06 EST WFPC-2 был установлен в корпус «Хаббла». Установка так же производилась на ночном отрезке витка. Весь процесс подготовки и монтажа камеры прошёл настолько легко, что астронавты справились на 45 минут раньше графика. Через 35 минут из ЦУП поступило подтверждение успешности монтажа новой камеры. Неожиданности возникли при замене магнитометров. При демонтаже старых магнитометров возникла опасность выделения газов, опасных для оптики телескопа. В конце концов, все задачи были выполнены и в 05:22 EST астронавты завершили выход в открытый космос.
Тестирование новой камеры в составе телескопа началось в 05:40, а первый тестовый снимок был передан на Землю в 07:35 EST. Завершив установку Широкоугольной и планетарной камеры № 2 экипаж «Индевора» выполнил минимальный лимит задач миссии STS-61. Успешное завершение смены камер было отмечено проигрыванием композиции «Теперь я вижу хорошо» («англ. I Can See Clearly Now») американского певца Джонни Нэша в качестве сигнала побудки экипажа в седьмой день полёта.
Миссия STS-61 была признана успешной: все 7 основных и 5 второстепенных задач по ремонту и обслуживанию телескопа «Хаббл» были полностью выполнены.

### Эксплуатация
В 1993 году первой фотографией, представленной широкой публике, стало изображение спиральной галактики M100. НАСА сопоставило две фотографии, сделанные старой WFPC-1 и новой WFPC-2. Эта пара ярко продемонстрировала, что «Хаббл» спасён и теперь он может работать в полном объёме.
В течение первых лет эксплуатации было выявлено несколько незначительных дефектов, которые нельзя было выявить на Земле в ходе испытаний. К таким недостаткам относились более высокий, относительно ожидаемого, уровень засветки вокруг ярких объектов, неэффективность передачи заряда на низком уровне освещения, нестабильная и более низкая эффективность в ультра-фиолетовом спектре. В ходе эксплуатации были выработаны эффективные методы компенсации геометрических искажений, «горячих» и «битых» пикселей ПЗС-матриц и других особенностей.
В 2007 году на борту «Хаббла» вышла из строя Усовершенствованная обзорная камера (ACS), которая была установлена в телескоп во время сервисной миссии SM-4B в 2002 году. После этого WFPC-2 осталась единственной камерой, способной давать научные результаты.
К осени 2008 года, когда должна была произойти замена камеры WFPC-2 на WFC, телескоп «Хаббл» произвёл 860 000 наблюдений 27 000 небесных объектов и передал на Землю 33 ТБ данных.
27 сентября 2008 года вышел из строя канал A шифратора научных данных CU/SDF, являвшегося частью системы управления и обработки данных научной аппаратуры SIC&DH . Центр управления телескопом принял решение включить канал B, который до этого ни разу в течение полёта не включался. Подготовка к переключению длилась две недели, во время которых было произведено перекоммутирование шести устройств в рамках системы управления данными и пяти устройств в рамках системы управления и обработки данных научных инструментов. Обновлённые данные были загружены в бортовой компьютер HST 486, после чего была проведена проверка передачи данных. 27 сентября космический аппарат был выведен из защитного режима передан под управление бортовым компьютером. 16 октября было произведено включение научных приборов. WFPC-2 и NICMOS включились нормально, но в ACS произошёл сбой и HST 486 снова перевёл бортовую аппаратуру в защищённый режим. После анализа ситуации 25 октября был включён единственный научный инструмент, который работал без сбоев — WFPC-2, который уже 30 октября начал вести регулярные научные наблюдения. В итоге, Широкоугольная и планетарная камера 2 на момент демонтажа оказалась единственным инструментом, из установленных в ходе миссии SM-1 в 1993 году, который сохранил работоспособность до миссии SM-4 в 2009 году.
За время эксплуатации Широкоугольной и планетарной камеры 2 (1993—2009 годы) с её помощью было проведено более 135 000 наблюдений объектов в Солнечной системе и за её пределами. На основе этих наблюдений было написано более 3500 научных статей в период работы камеры на орбите, и ещё более 2000 были опубликованы до 2020 года.

### Демонтаж и возвращение на Землю в ходе STS-125
Замена камеры WFPC-2 была внесена в программу сервисной миссии SM-4.
Миссия обслуживания SM-4 была последней из запланированных не для полёта к МКС. После катастрофы шаттла «Колумбия» 1 апреля 2003 года сервисная миссия была отменена: это объяснялось невозможностью в полёте проверить состояние плиток теплозащитного покрытия. Ситуация изменилась после назначения на должность администратора НАСА Майкла Гриффина.
Старт экспедиции обслуживания STS-125 был запланирован на 14 октября 2008 года, однако за две недели до старта было принято решение отменить миссию: 27 сентября на борту «Хаббла» произошёл сбой, который прервал поступление научной информации с борта телескопа. Запуск шаттла «Атлантис» был перенесён на неопределённый срок. 4 декабря была объявлена новая дата запуска — 12 мая 2009 года, которая 24 апреля была перенесена на одни сутки, но не «вправо», как это часто случалось с кораблями Спейс шаттл, а «влево» — на 11 мая. Внешний топливный бак и два твердотопливных ускорителя были «каннибализированны» для запуска в марте 2009 года миссии STS-119, а стартовую платформу MLP-1 использовали для подготовки запуска экспериментальной ракеты-носителя Ares I—X, стартовавшей 28 октября 2009 года.
Новый топливный бак для миссии STS-125 был изготовлен 19 ноября 2008 года и 4 декабря доставлен в Центр Кеннеди на мысе Канаверал. 15 января 2009 года топливный бак был состыкован с ускорителями на транспортёре MLP-2, а 23 марта собранную систему начали стыковать с «Атлантисом». 31 марта собранный шаттл был вывезен на стартовый комплекс, а 22 апреля в его грузовой отсек была смонтирована полезная нагрузка.
Одной из важных проблем при подготовке полёта было обеспечение безопасности экипажа. В качестве корабля-спасателя был подготовлен шаттл «Индевор», который готовили по программе STS-400. Двойная подготовка миссий STS-125 и STS-400 были последними в истории программы «Спейс шаттл». В связи со столкновением 10 февраля 2009 года космических аппаратов Iridium 33 и Космос-2251 специалисты НАСА провели дополнительное моделирование рисков, которое показало вероятность катастрофы космического корабля с гибелью экипажа «Атлантиса» 1:157, что значительно превышало допускаемую НАСА вероятность 1:200. Для снижения рисков был изменён график маневрирования на орбите (к примеру, манёвр снижения перигея был перенесён с 10-го на 9-й день полёта), добавлены процедуры дополнительного осмотра уязвимых элементов обшивки и тд. В результате вероятность катастрофы на орбитальном участке была снижена до 1:221. В целом вероятность катастрофы на любом участке полёта составляла 1:80.
Экипаж сервисной миссии был объявлен 31 октября 2006 года:
- Скотт Олтман (англ. Scott Altman) — командир экипажа, совершил 3 космических полёта, был командиром предыдущей сервисной миссии SM-3B в полёте шаттла «Колумбия» STS-109 (2002 год).
- Грегори К. Джонсон (англ. Gregory C. Johnson) — пилот, первый полёт.
- Майкл Гуд (англ. Michael Good) — специалист полёта-1, первый полёт.
- Кэтрин Меган Мака́ртур (англ. Megan McArthur) — специалист полёта-2, первый полёт.
- Джон Грансфелд (англ. John Grunsfeld) — специалист полёта-3, совершил 4 полёта, участвовал в двух предыдущих сервисных миссиях SM-3A «Дискавери» STS-103 (1999 год) и SM-3B «Колумбия» STS-109 (2002 год).
- Майкл Массимино (англ. Michael Massimino) — специалист полёта-4, участвовал в предыдущей сервисной миссии SM-3B в полёте шаттла «Колумбия» STS-109 (2002 год).
- Эндрю Фьюстел (англ. Andrew Feustel) — специалист полёта-5, первый полёт.

11 мая 2009 года с мыса Канаверал стартовал шаттл «Атлантис» (STS-125) по программе сервисного обслуживания SMT-4.
- Джон Грансфелд и Эндрю Фьюстел перед выходом в космос
- Астронавты пытаются «сорвать» «прикипевший» болт
- Перемещение WFPC-2 на точку временного крепления
- Астронавты укладывают WFPC-2 в транспортный контейнер
- Центр управления ремонтными работами

Демонтаж WFPC-2 производили Джон Грансфелд и Эндрю Фьюстел во время первого выхода в открытый космос космос 14 мая. Сначала Эндрю Фьюстел, закрепившись на якоре на манипуляторе шаттла, установил ручки на WFPC-2 и датчик тонкого гидирования FGS-2R. В это время по командам с Земли камеру обесточили, после чего астронавты сняли шлейф заземления. После всех подготовительных работ начался демонтаж, который задержался почти на час во время первой операции: главный крепёжный болт после 16 лет пребывания в условиях космоса не поддавался усилиям астронавтов. Сотрудники ЦУП начали обсуждать возможность оставить камеру на месте и в конце концов астронавтам разрешили применить «грубую силу»: Эндрю Фьюстел снял ограничитель момента на инструменте и, приложив всю свою силу, смог стронуть болт: «Кажется, есть! Он стронулся, он определённо пошёл!». Начав выход в 8:52, только в 10:47 астронавты смогли начать откручивать болт (предстояло сделать 20 оборотов). При этом сам демонтаж произошёл легко: в 10:58 камеру WFPC-2 уже извлекли и далее она была временно закреплена на стенке грузового отсека шаттла. В 11:39 на штатное место на борту телескопа была установлена новая камера WFC. В 12:30 WFPC-2 была закреплена в транспортное положение в грузовом отсеке шаттла. Во время монтажа-демонтажа Эндрю Фьюстел порезал внешнюю оболочку левой перчатки, что было неприятно, но не критично и астронавты продолжили работы по программе выхода — они уже заметно отставали от графика. После проведения почти всех запланированных работ выход в открытый космос завершился в 16:12, на 50 минут позже графика.
24 мая 2009 года шаттл «Атлантис» успешно приземлился на авиабазе «Эдвардс».

### Судьба после возвращения на Землю
С мая 2010 года WFPC-2 выставлялась в Лаборатории реактивного движения в Калифорнии. В октябре камера выставлялась в Денверовском музее природы и науки, а затем в Центр космических полетов имени Годдарда в Мэриленде. В конце концов Широкоугольная и планетарная камера 2 заняла место в постоянной экспозиции Национального музея воздухоплавания и астронавтики Смитсоновского института в Вашингтоне.

## Оценки прибора
Автор журнала «Новости космонавтики» Игорь Лисов в 2009 году дал оценку пятнадцатилетней работе Широкоугольной и планетарной камеры 2:
Эта камера проработала на борту более 15 лет и, в сущности, спасла «Хаббл», когда в последние годы более новые приборы отказывали один за другим
Куратор Музея планетологии Денверовского музея природы и науки Стивен Ли:
Широкоугольная и планетарная камера 2 с точки зрения космической науки стоит в одном ряду с телескопом Галилея и яблоком Ньютона.
Эд Вейлер, заместитель администратора НАСА, руководитель Управления научных миссий НАСА, в 2009 году заявил:
Это камера, которая спасла «Хаббл»

## Комментарии
1. ↑  Вифпик - сокращённое название, использовавшееся астронавтами для обозначения WFPC-2
2. ↑  англ. Science Instrument Command and Data Handling System